# De fjorton orden
De fjorton orden, "Vi måste säkra existensen av vårt folk och en framtid för våra vita barn", är ett i nazistiska kretsar välkänt citat av David Lane. Lane var anklagad för mord på Alan Berg och dömdes för inblandning i detta mord till 190 års fängelse.
Orden betecknas av talet 14, och förekommer bland annat i namn som Info-14. 
På engelska "We Must Secure The Existence Of Our People, And A Future For White Children", men även "Because the beauty of the White Aryan woman must not perish from the earth."
Termen kombineras ofta med 88, och skrivs då som 1488 eller 14/88, där 8 står för den åttonde bokstaven i alfabetet, H, och betyder Heil Hitler.